# 米拉松
米拉松（法語：Murasson，法語發音：[myʁasɔ̃]）是法国阿韦龙省的一个市镇，属于米约区。

## 地理
米拉松（43°45'37"N, 2°45'52"E）面积40.25 平方千米，位于法国奧克西塔尼大區阿韦龙省，该省份为法国南部内陆省份，位于法國中央高原南部，北起顺时针与康塔爾省、洛泽尔省、加尔省、埃罗省、塔恩省、塔恩-加龙省和洛特省接壤。
与米拉松接壤的市镇（或旧市镇、城区）包括：朗斯河畔贝尔蒙、珀和库富勒、穆讷-普罗昂库、圣瑟韦迪穆斯捷、巴尔、拉科讷、穆兰马日、韦布尔河畔米拉。

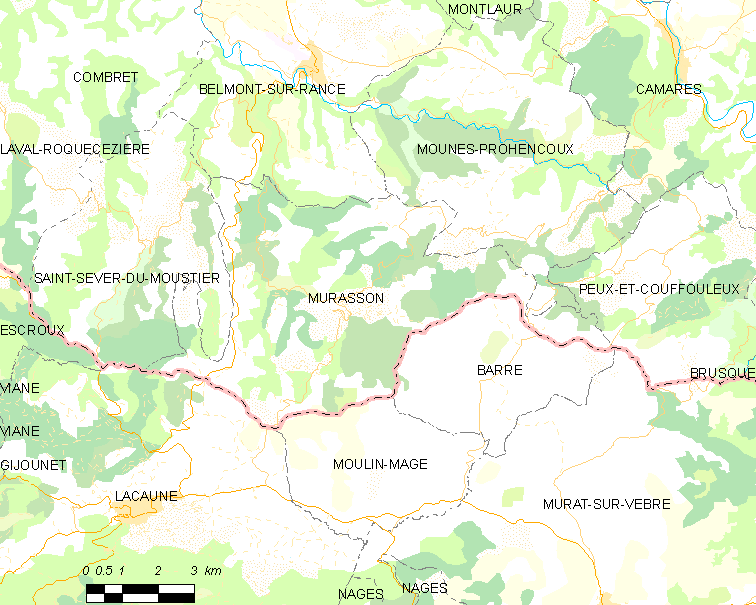
米拉松的OSM定位图

米拉松的时区为UTC+01:00、UTC+02:00（夏令时）。

## 行政
米拉松的邮政编码为12370，INSEE市镇编码为12163。

## 政治
米拉松所属的省级选区为科斯-鲁日耶县。

## 人口

1962-2008年间米拉松人口变化图示

米拉松于2022年1月1日时的人口数量为213人。